# Destiny (Stratovarius-Album)
Destiny ist das siebte Studioalbum der finnischen Power-Metal-Band Stratovarius. Es erschien am 5. Oktober 1998 und erreichte durch die hohe Anzahl von Vorbestellungen bereits eine Woche vorher Platz 1 der finnischen Albumcharts. Auf dem Album wurde unter anderem ein Kinderchor sowie mehrere Violinen eingesetzt. Unter den Violinisten befand sich auch Eicca Toppinen, Mitglied der damals noch recht unbekannten Band Apocalyptica.
Das Cover des Albums basiert auf einem Ölgemälde von Marco Bernard.

## Tracklisting
1. Destiny (10:14)
2. S.O.S. (4:15)
3. No Turning Back (4:22)
4. 4000 Rainy Nights (6:00)
5. Rebel (4:14)
6. Years Go By (5:14)
7. Playing with Fire (4:13)
8. Venus in the Morning (5:35)
9. Anthem of the World (9:31)
10. Cold Winter Nights (5:12)

Die japanische Edition enthält als letztes Lied Dream with Me statt des Songs Cold Winter Nights.

## Singles

### S.O.S.
Die Single S.O.S. erschien im August 1998 und erreichte Platz 2 der finnischen Single-Charts. Die CD enthielt u. a. mit Blackout einen Coversong der deutschen Rockband Scorpions.

#### Tracklisting
1. S.O.S. (3:47)
2. No Turning Back (4:21)
3. Blackout (4:07)
4. Years Go By (5:14)